# ميخائيل فينتر
ميخائيل فينتر (بالألمانية: Michael Winter)‏ هو لاعب رماية ألماني، ولد في 20 مايو 1976 في ميونخ في ألمانيا.

## وصلات خارجية
- ميخائيل فينتر على موقع الاتحاد الدولي (الإنجليزية)
- ميخائيل فينتر على موقع أوليمبيديا (الإنجليزية)